# Prêmio Contigo! de TV de 2010
Prêmio Contigo! de TV de 2010

3 de maio de 2010
Novela:
Caminho das Índias
Série:
Maysa: Quando Fala o Coração
Atriz – Novela:
Alinne Moraes
Ator – Novela:
Mateus Solano
Prêmio Contigo! de TV 

← 2009  ·  2011 →
O 12ª Prêmio Contigo! de TV foi a edição de 2010, premiando os melhores de 2009. O evento ocorreu na noite de segunda-feira 3 de maio em cerimônia realizada no Copacabana Palace, na Zona Sul do Rio. Foram entregues prêmios em treze categorias, sendo elas Melhor ator, Melhor atriz, Melhor ator coadjuvante, Melhor atriz coadjuvante, Melhor ator revelação, Melhor atriz revelação, Melhor ator infantil, Melhor atriz infantil, Melhor Novela, Melhor Minissérie, Melhor autor, Melhor diretor, Melhor jornalista esportivo.
Fernanda Torres e Luiz Fernando Guimarães foram os apresentadores da premiação.Tony Ramos foi o homenageado da noite, recebendo prêmio e honrarias das mãos de Lilia Cabral.

## Vencedores e indicados
| Melhor Novela | Melhor Série ou Minissérie |
| --- | --- |
| - Caminho das Índias - (Rede Globo) - Cama de Gato - (Rede Globo) - Caras & Bocas - (Rede Globo) - Malhação ID - (Rede Globo) - Paraíso - (Rede Globo) - Viver a Vida - (Rede Globo)                                                                 | - Maysa: quando Fala o Coração - (Rede Globo) - Aline - (Rede Globo) - Cinquentinha - (Rede Globo) - Ger@l.com - (Rede Globo) - A Grande Família - (Rede Globo) - Toma Lá, Dá Cá - (Rede Globo)                                                                                              |
| Melhor Autor(a) | Melhor Diretor(a) |
| - Glória Perez - (Caminho das Índias) - Benedito Ruy Barbosa e Edmara Barbosa - (Paraíso) - Manoel Carlos - (Maysa: quando Fala o Coração) - Manoel Carlos - (Viver a Vida) - Ricardo Hofstetter - (Malhação ID) - Walcyr Carrasco - (Caras & Bocas) | - Jayme Monjardim - (Maysa: quando Fala o Coração) - Ignácio Coqueiro - (Poder Paralelo) - Jayme Monjardim e Fabrício Mamberti - (Viver a Vida) - Jorge Fernando - (Caras & Bocas) - Marcos Schechtman - (Caminho das Índias) - Mário Márcio Bandarra e Paola Pol Balloussier - Malhação ID) |
| Melhor Atriz de Novela | Melhor Ator de Novela |
| - Alinne Moraes - (Viver a Vida) - Isabelle Drummond - (Caras & Bocas) - Juliana Paes - (Caminho das Índias) - Lília Cabral - (Viver a Vida) - Nathália Dill - (Paraíso) - Paola Oliveira - (Cama de Gato)                                           | - Mateus Solano - (Viver a Vida) - Eriberto Leão - (Paraíso) - Gabriel Braga Nunes - (Poder Paralelo) - Rodrigo Lombardi - (Caminho das Índias) - Thiago Lacerda - (Viver a Vida) - Tony Ramos - (Caminho das Índias)                                                                        |
| Melhor Atriz Coadjuvante | Melhor Ator Coadjuvante |
| - Dira Paes - (Caminho das Índias) - Bárbara Borges - (Bela, a Feia) - Bárbara Paz - (Viver a Vida) - Cleo Pires - (Caminho das Índias) - Eliane Giardini - (Caminho das Índias) - Isis Valverde - (Caminho das Índias)                              | - Bruno Gagliasso - (Caminho das Índias) - Ailton Graça - (Cama de Gato) - Anderson Müller - (Caminho das Índias) - Fábio Lago - (Caras & Bocas) - Miguel Rômulo - (Caras & Bocas) - Petrônio Gontijo - (Poder Paralelo)                                                                     |
| Melhor Atriz Revelação | Melhor Ator Revelação |
| - Adriana Birolli - (Viver a Vida) - Cristiana Peres - (Malhação ID) - Danieli Haloten - (Caras & Bocas) - Guta Gonçalves - (Cama de Gato) - Larissa Maciel - (Maysa: quando Fala o Coração) - Paloma Bernardi - (Viver a Vida)                      | - Fiuk - (Malhação ID) - Marcello Airoldi - (Viver a Vida) - Marco Pigossi - (Caras & Bocas) - Mateus Solano - (Maysa: quando Fala o Coração) - Rainer Cadete - (Cama de Gato) - Ronny Kriwat - (Cama de Gato)                                                                               |
| Melhor Atriz Infantil | Melhor Ator Infantil |
| - Klara Castanho - (Viver a Vida) - Hanna Romanazzi - (Ger@l.com) - Júlia Maggessi - (Promessas de Amor) - Karina Ferrari - (Caminho das Índias) - Laura Barreto - (Caminho das Índias) - Luciana Didone - (Malhação ID)                             | - Cadu Paschoal - (Caminho das Índias) - Caio Manhente - (Viver a Vida) - Gabriel Kaufmann - (Caras & Bocas) - Igor Rudolf - (Malhação ID) - João Vítor Oliveira - (Malhação ID) - Xande Werneck - (Ger@l.com)                                                                               |
| Melhor Jornalista Esportivo | |
| - Tadeu Schmidt - Galvão Bueno - Glenda Kozlowski - Mylena Ciribelli - Paulo Bonfá - Tiago Leifert | |